# Broc (Szwajcaria)
Broc (frp. Bro; hist. Bruck) – gmina (fr. commune; niem. Gemeinde) w Szwajcarii, w kantonie Fryburg, w okręgu Gruyère. Położona w dolinie rzeki Sarine, u jej ujścia do zaporowego jeziora Lac de Montsalvens, na przedpolu Alp Fryburskich. Centrum miejscowości leży na wysokości 718 m n.p.m. Powierzchnia gminy wynosi 1 003 ha. Liczy ona 2 662 mieszkańców (31 grudnia 2020). Siedziba wielkiej fabryki wyrobów czekoladowych koncernu Nestlé.

## Historia
Tereny dzisiejszego Broc były zamieszkane już w epoce brązu. W 1874 r., podczas budowy drogi Broc – Boltigen, u stóp ruin warowni Montsalvens odkryto dwa pochówki datowane na lata 2000 – 1500 p.n.e. W 1911 r., podczas budowy linii kolejowej z Bulle do Broc, u podnóży górującego nad miejscowością nasywu Dent de Broc (1829 m n.p.m.) odkryto dwa groby z lat 1500 – 1250 p.n.e., a także sześć młodszych pochówków celtyckich z okresu lateńskiego, datowane na lata 325 – 250 p.n.e.
W XII wieku powstał w Broc tzw. Dolny Zamek (fr. Château d'en-Bas), pierwotnie – rezydencja rodu rycerskiego de Broc i de Montsalvens, być może młodszej gałęzi rodu hrabiów Gruyères. Po wygaśnięciu rodu de Broc w 1340 r. wieś przechodzi w ręce baronów Montsalvens, będących wasalami władców Gruyères. Panowie Montsalvens przebudowali w XVI wieku dawny Dolny Zamek. W 1554 r., wraz z całą seniorią Montsalvens, Broc doświadczyło skutków bankructwa Michała, ostatniego hrabiego Gruyères i w następnym roku jako część baliwatu Gruyères przeszło we władanie Fryburga. W 1580 r. powstał kamienny most na Sarine. W 1864 r. miejscowość odkupiła za 500 franków od kantonu Fryburg ruiny zamku Montsalvens.
Parafia Broc jest jedną z najstarszych w regionie. W X wieku obejmowała ona wiernych z dziesięciu wsi położonych na prawym brzegu Sarine, od Lessoc po Villarvolard, jak również z tych usytuowanych w dolinie Jogne aż po Jaun. W 1871 r. powierzchnia parafii została zredukowana do obszaru dzisiejszej gminy.
Klasztor benedyktynów wzmiankowany już w 1228 r., zależny od opactwa w Lutry, został w 1577 r. zaanektowany przez kapitułę katedry św. Mikołaja (fr. Saint-Nicolas) we Fryburgu. Na skutek pożaru pierwotnego kościoła św. Błażeja (fr. Saint-Blaise), za świątynię parafialną służył kościół benedyktynów pod wezwaniem św. Othmara. Stan taki funkcjonował aż do wybudowania nowego kościoła w 1877 r. Kaplica Notre-Dame des Marches na prawym brzegu Sarine wzmiankowana była już w 1636 r., przebudowana w 1705 r., stała się popularnym miejscem pielgrzymkowym.
Koniec XIX wieku zaznaczył się w Broc dwoma pamiętnymi wydarzeniami. Nocą z 28 na 29 lipca 1890 r., straszliwy pożar zniszczył ponad jedną trzecią miejscowości, w tym 32 domy mieszkalne. Wydawało się, że ta tragedia przypieczętowała los wsi, liczącej wówczas ok. 450 mieszkańców.
Na szczęście, osiem lat później odwróciła się zła karta. W 1898 r. Alexandre Cailler uruchomił nad brzegiem Jogne, w miejscu zwanym "Les Moulins" (fr. Młyny), wytwórnię czekolady, która pozwoliła zagospodarować znaczne nadwyżki mleka, powstałe w wyniku szybkiego rozwoju hodowli krów w regionie, a jednocześnie praktycznie zlikwidować bezrobocie, wzmagające się na skutek upadku jednej z podstawowych tu dziedzin wytwórczości wiejskiej, jaką było plecionkarstwo (wyroby ze słomy). Po 12 latach, w 1910 r. fabryka zatrudniała już 1250 pracowników, a liczba mieszkańców wsi zwiększyła się w tym czasie czterokrotnie, osiągając liczbę 1756. W 1912 r. wybudowana została linia kolejowa z Bulle do fabryki.
Dalszy rozwój miejscowości nastąpił po II wojnie światowej. Powstały dwie fabryki mebli (1948 i 1969 r.), wytwórnia wyrobów z tworzyw sztucznych (1949 r.), firma budowlana (1959 r.), stolarnia (1968 r.). W 1990 r. populacja aktywna zawodowo liczyła 1223 osoby, z czego 72% pracowało w przemyśle i usługach.

## Transport
Przez teren gminy przebiega droga główna nr 189. 